# (7501) Farra
(7501) Farra est un astéroïde de la ceinture principale.

## Description
(7501) Farra est un astéroïde de la ceinture principale. Il fut découvert le 9 novembre 1996 à Farra d'Isonzo par l'Observatoire astronomique de Farra d'Isonzo. Il présente une orbite caractérisée par un demi-grand axe de 3,33 UA, une excentricité de 0,11 et une inclinaison de 1,6° par rapport à l'écliptique.

## Compléments